# 花楓
花楓（かえで、1980年10月8日 - ）は、日本の女性ファッションモデル。所属事務所はアイスモデルマネジメントを経て独立。東京都立市ヶ谷商業高等学校卒業。

## 経歴
13歳でモデルデビュー。
オムニバスアルバム『GARAGE LAND』『CICLISMO2』にゲスト参加。2008年にCUBISMO GRAFICOプロデュースによるシングル「MAPLE SOAP」でESCALATOR RECORDSよりソロ歌手デビューを果たした。
2012年4月に同じ事務所のshogoと結婚し、2013年3月に第1子（男児）を出産した。
ヴィンテージ車販売店を営んでいた父の影響で幼い頃からファッションやインテリアに興味を持っており、現在はコラージュアーティストとしても活躍している。
夫ともに活動するボランティアにも精力的で、東日本大震災の被災地である石巻市での活動を行っている。

## 人物
趣味は映画鑑賞。特技はヒップホップダンス。

## 出演

### CM
- カルビー 「ア・ラ・ポテト」
- 資生堂 「フレッシャーズ」
- キユーピー キユーピーハーフ
- 資生堂 「アネッサ」
- マイクロソフト Windows XP
- ファイザー製薬「VISINE」
- ダイハツ「MAX」
- コニカミノルタ

### 広告
- コニカミノルタ

### 雑誌
- nadesico
- sweet
- Soup.
- SEDA
- VoCE
- FRaU
- JILLE
- GINZA
- mini